# Bootzheim
Ne doit pas être confondu avec Boofzheim.
Bootzheim [botsaim]  est une commune française située dans la circonscription administrative du Bas-Rhin et, depuis le 1er janvier 2021, dans le territoire de la Collectivité européenne d'Alsace, en région Grand Est.
Cette commune se trouve dans la région historique et culturelle d'Alsace.

## Géographie

### Localisation
Située à quelques kilomètres au nord de Marckolsheim, les communes voisines sont Mackenheim et Artolsheim. La commune est rattachée au canton de Marckolsheim et à l'arrondissement de Sélestat-Erstein. Ses habitants sont appelés les Bootzheimois.
|            | Artolsheim |            |
| Hessenheim | Bootzheim  | Mackenheim |
|            | Mackenheim | Mackenheim |

### Hydrographie

#### Réseau hydrographique
La commune est dans le bassin versant du Rhin au sein du bassin Rhin-Meuse. Elle est drainée par le ruisseau le Muhlbach de Schoenau, le ruisseau l'Ischert et le ruisseau le Saulach,.
Le Muhlbach de Schoenau, d'une longueur de 31 km, prend sa source dans la commune de Biesheim et se jette  dans la canal d'alimentation du Bassin de Plobsheim à Sundhouse, après avoir traversé dix communes.

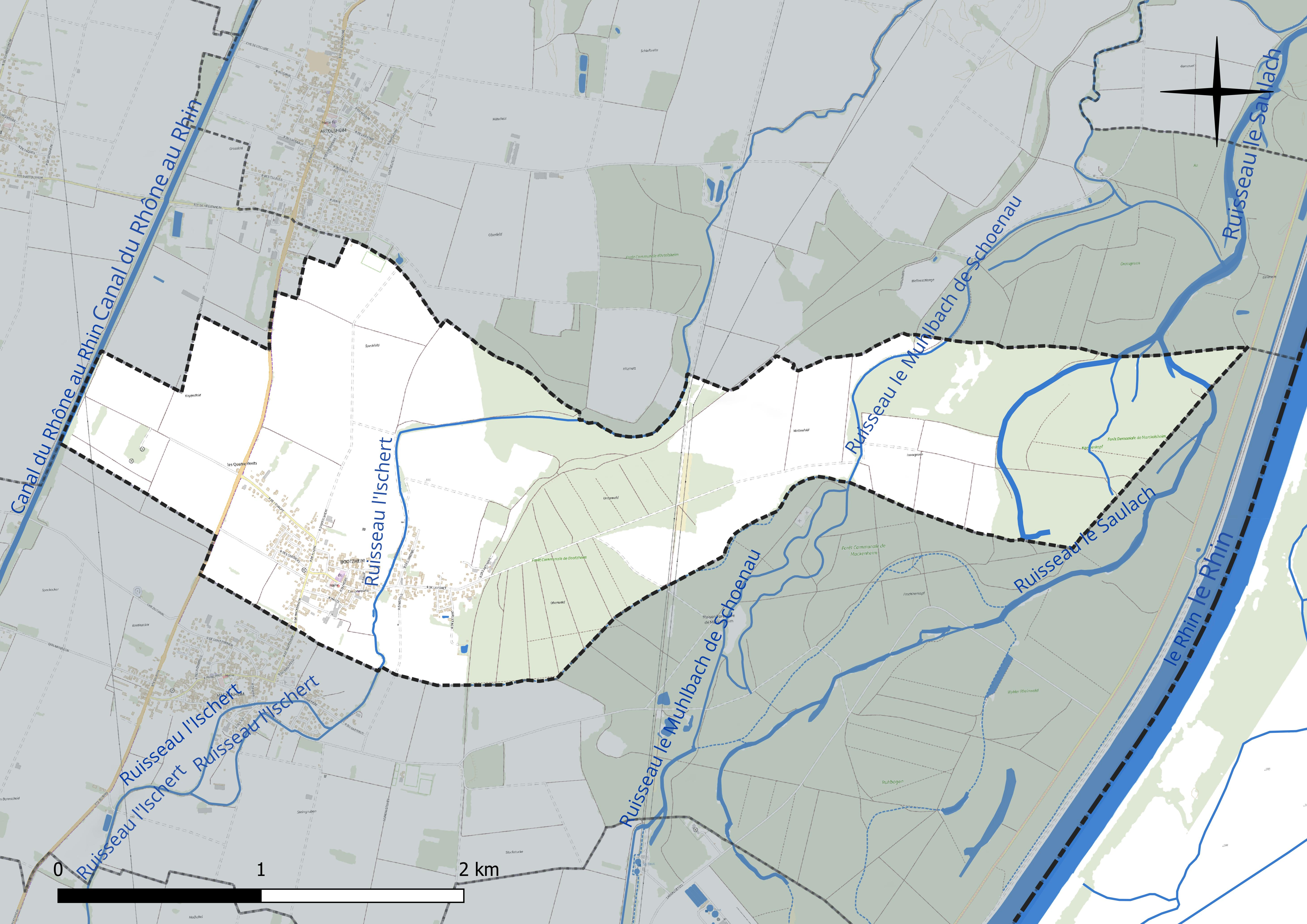
Réseau hydrographique de Bootzheim.

L'Ischert, d'une longueur de 26 km, prend sa source dans la commune de Artzenheim et se jette  dans la canal d'alimentation du Bassin de Plobsheim à Diebolsheim, après avoir traversé onze communes.

#### Gestion et qualité des eaux
Le territoire communal est couvert par le schéma d'aménagement et de gestion des eaux (SAGE) « Ill Nappe Rhin ». Ce document de planification concerne la nappe phréatique rhénane, les cours d'eau de la plaine d'Alsace et du piémont oriental du Sundgau, les canaux situés entre l'Ill et le Rhin et les zones humides de la plaine d'Alsace. Le périmètre s’étend sur 3 596 km2. Il a été approuvé le 17 janvier 2005. La structure porteuse de l'élaboration et de la mise en œuvre est la région Grand Est.
La qualité des cours d’eau peut être consultée sur un site dédié géré par les agences de l’eau et l’Agence française pour la biodiversité.

### Climat
Pour des articles plus généraux, voir Climat du Grand Est et Climat du Bas-Rhin.
En 2010, le climat de la commune est de type climat océanique altéré, selon une étude du Centre national de la recherche scientifique s'appuyant sur une série de données couvrant la période 1971-2000. En 2020, Météo-France publie une typologie des climats de la France métropolitaine dans laquelle la commune est exposée à un climat semi-continental et est dans la région climatique Alsace, caractérisée par une pluviométrie faible, particulièrement en automne et en hiver, un été chaud et bien ensoleillé, une humidité de l’air basse au printemps et en été, des vents faibles et des brouillards fréquents en automne (25 à 30 jours).
Pour la période 1971-2000, la température annuelle moyenne est de 10,5 °C, avec une amplitude thermique annuelle de 17,8 °C. Le cumul annuel moyen de précipitations est de 593 mm, avec 7,8 jours de précipitations en janvier et 9,1 jours en juillet. Pour la période 1991-2020, la température moyenne annuelle observée sur la station météorologique de Météo-France la plus proche, « Selestat Sa », sur la commune de Sélestat à 12 km à vol d'oiseau, est de 11,4 °C et le cumul annuel moyen de précipitations est de 621,1 mm. 
La température maximale relevée sur cette station est de 39,3 °C, atteinte le 13 août 2003 ; la température minimale est de −17 °C, atteinte le 20 décembre 2009,,.
Les paramètres climatiques de la commune ont été estimés pour le milieu du siècle (2041-2070) selon différents scénarios d'émission de gaz à effet de serre à partir des nouvelles projections climatiques de référence DRIAS-2020. Ils sont consultables sur un site dédié publié par Météo-France en novembre 2022.

## Urbanisme

### Typologie
Au 1er janvier 2024, Bootzheim est catégorisée bourg rural, selon la nouvelle grille communale de densité à sept niveaux définie par l'Insee en 2022.
Elle est située hors unité urbaine. Par ailleurs la commune fait partie de l'aire d'attraction de Marckolsheim, dont elle est une commune du pôle principal,. Cette aire, qui regroupe 4 communes, est catégorisée dans les aires de moins de 50 000 habitants,.

### Occupation des sols
L'occupation des sols de la commune, telle qu'elle ressort de la base de données européenne d’occupation biophysique des sols Corine Land Cover (CLC), est marquée par l'importance des territoires agricoles (59,7 % en 2018), en diminution par rapport à 1990 (62 %). La répartition détaillée en 2018 est la suivante : 
terres arables (57,8 %), forêts (33,2 %), zones urbanisées (7 %), zones agricoles hétérogènes (1,9 %). L'évolution de l’occupation des sols de la commune et de ses infrastructures peut être observée sur les différentes représentations cartographiques du territoire : la carte de Cassini (XVIIIe siècle), la carte d'état-major (1820-1866) et les cartes ou photos aériennes de l'IGN pour la période actuelle (1950 à aujourd'hui).

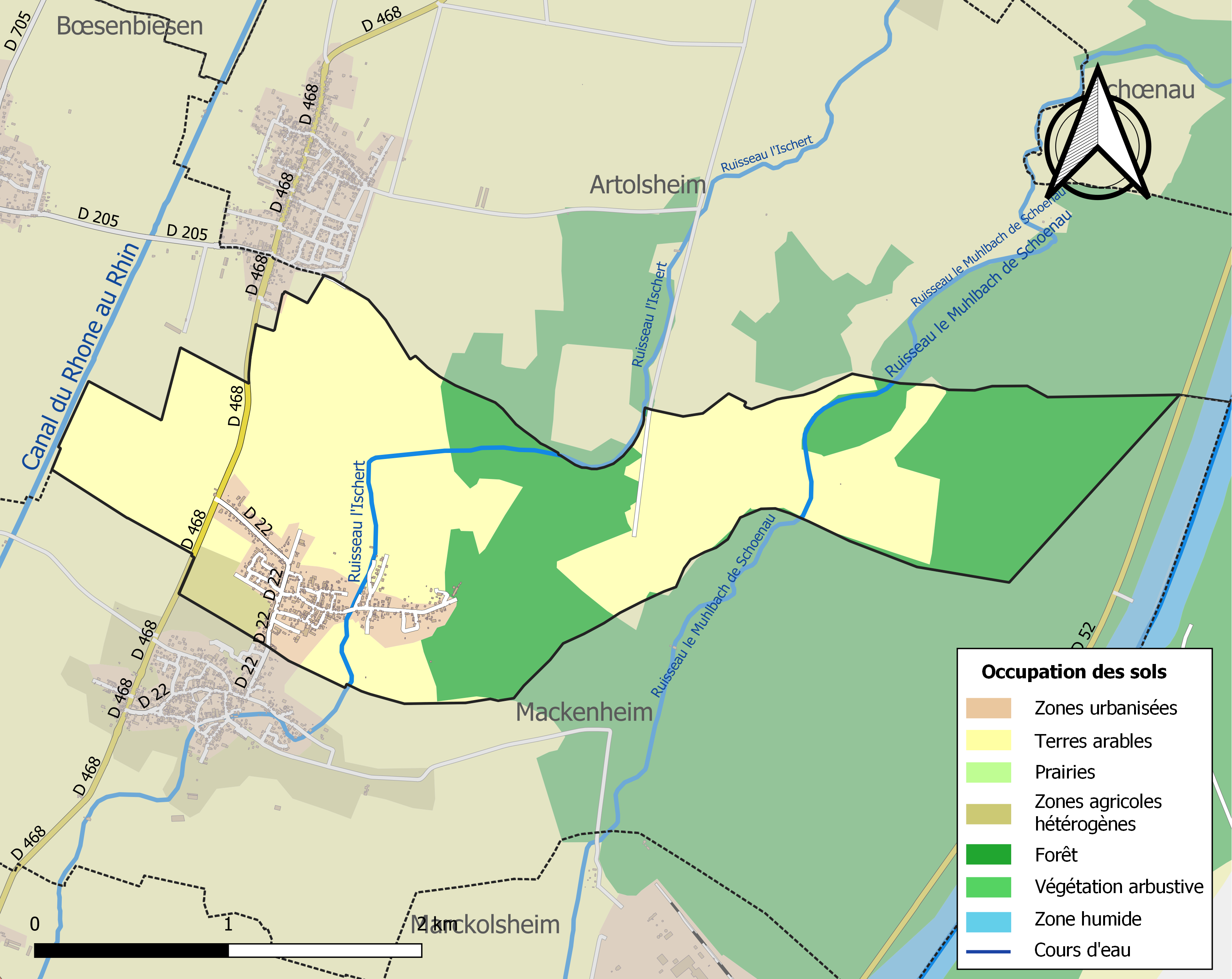
Carte des infrastructures et de l'occupation des sols de la commune en 2018 (CLC).

## Histoire
L'abbaye d'Ebersmunster possède de nombreux biens dans la localité. L'évêché de Bâle est en fait le véritable patron de la région. En 1427 ce sont les Rathsamhausen-Ehnwihr qui reçoivent le village en fief et le gardent jusqu'à la Révolution. Une autre famille importante, celle des nobles de von Bootzheim, connue en Alsace entre le XIVe et le XVIIIe siècle, joue un rôle prépondérant dans l'histoire de la ville de Sélestat. En 1852, à la suite des inondations, des maisons dites « Napoléon » sont construites à Bootzheim grâce à la générosité de l'empereur. La commune proche du Rhin, se voit doter d'une brigade des douanes dès le XIXe siècle.  En 1940, le village subit des dégâts par l'armée allemande.

## Politique et administration

### Liste des maires

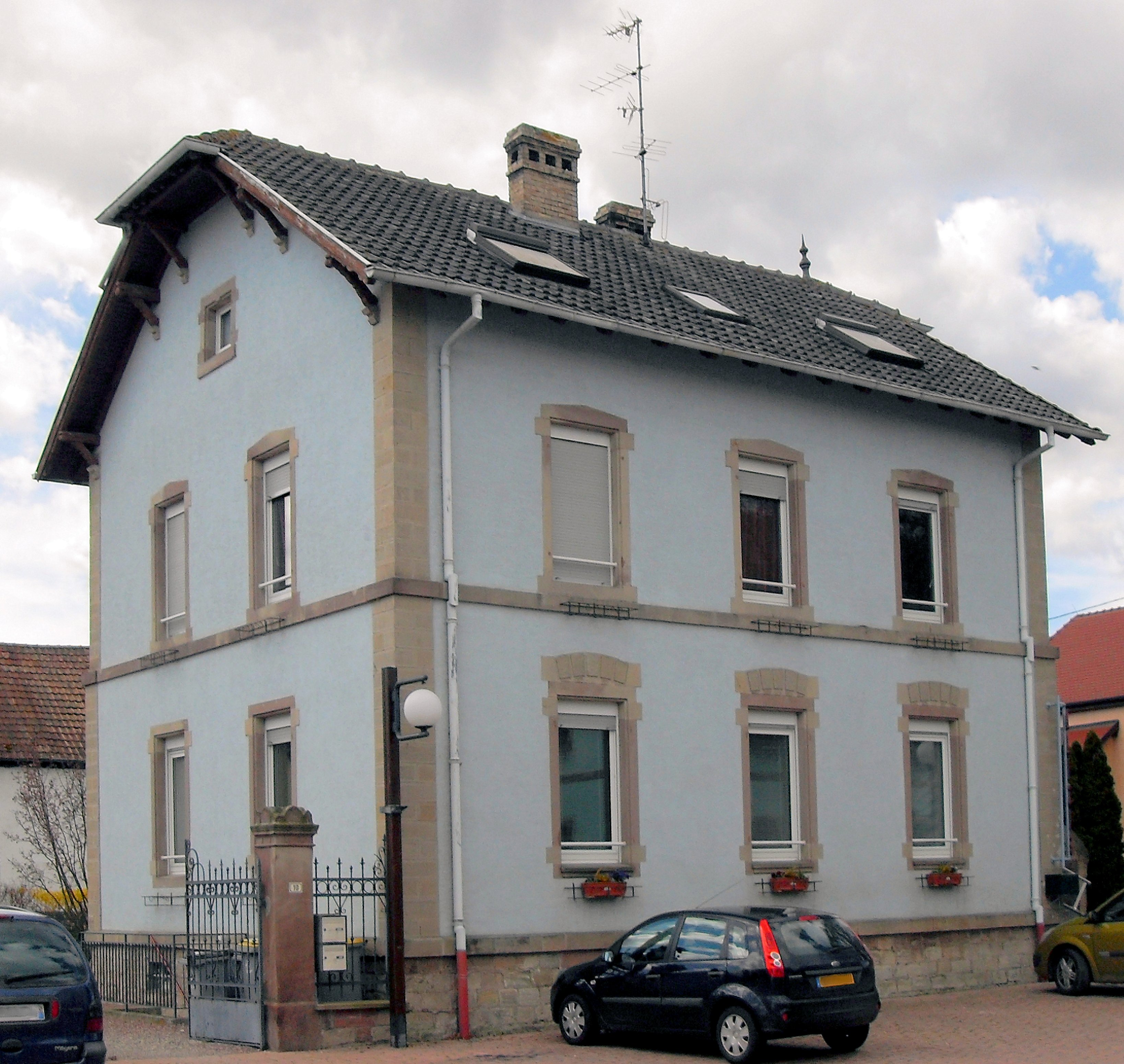
La mairie de Bootzheim.

| Période                                  | Période  | Identité           | Étiquette | Qualité |
| ---------------------------------------- | -------- | ------------------ | --------- | ------- |
| 2001                                     | 2008     | Bernard Schwoehrer |           |         |
| mars 2008                                | mai 2020 | Georges Blanckaert |           |         |
| mai 2020                                 | En cours | Clément Rohmer     |           |         |
| Les données manquantes sont à compléter. |          |                    |           |         |

### Jumelages
Plazac (France) (Dordogne).

## Démographie
L'évolution du nombre d'habitants est connue à travers les recensements de la population effectués dans la commune depuis 1793. Pour les communes de moins de 10 000 habitants, une enquête de recensement portant sur toute la population est réalisée tous les cinq ans, les populations de référence des années intermédiaires étant quant à elles estimées par interpolation ou extrapolation. Pour la commune, le premier recensement exhaustif entrant dans le cadre du nouveau dispositif a été réalisé en 2005.

En 2022, la commune comptait 795 habitants, en évolution de +9,81 % par rapport à 2016 (Bas-Rhin : +3,17 %, France hors Mayotte : +2,11 %).
| 1793 | 1800 | 1806 | 1821 | 1831 | 1836 | 1841 | 1846 | 1851 |
| ---- | ---- | ---- | ---- | ---- | ---- | ---- | ---- | ---- |
| 325  | 256  | 355  | 455  | 486  | 485  | 491  | 523  | 600  |

| 1856 | 1861 | 1866 | 1871 | 1875 | 1880 | 1885 | 1890 | 1895 |
| ---- | ---- | ---- | ---- | ---- | ---- | ---- | ---- | ---- |
| 547  | 572  | 600  | 512  | 493  | 463  | 457  | 448  | 424  |

| 1900 | 1905 | 1910 | 1921 | 1926 | 1931 | 1936 | 1946 | 1954 |
| ---- | ---- | ---- | ---- | ---- | ---- | ---- | ---- | ---- |
| 418  | 420  | 401  | 373  | 335  | 335  | 339  | 353  | 303  |

| 1962 | 1968 | 1975 | 1982 | 1990 | 1999 | 2005 | 2006 | 2010 |
| ---- | ---- | ---- | ---- | ---- | ---- | ---- | ---- | ---- |
| 318  | 302  | 315  | 345  | 353  | 448  | 563  | 561  | 644  |

| 2015 | 2020 | 2022 | - | - | - | - | - | - |
| ---- | ---- | ---- | - | - | - | - | - | - |
| 722  | 780  | 795  | - | - | - | - | - | - |

## Culture locale et patrimoine

### Lieux et monuments

#### L'église catholique  Saint-Blaise
L'église Saint-Blaise de style roman construite en 1831 a été entièrement rénovée avec l'appui financier de la commune et d'un don de Marie Krempp au conseil de fabrique de l'église.

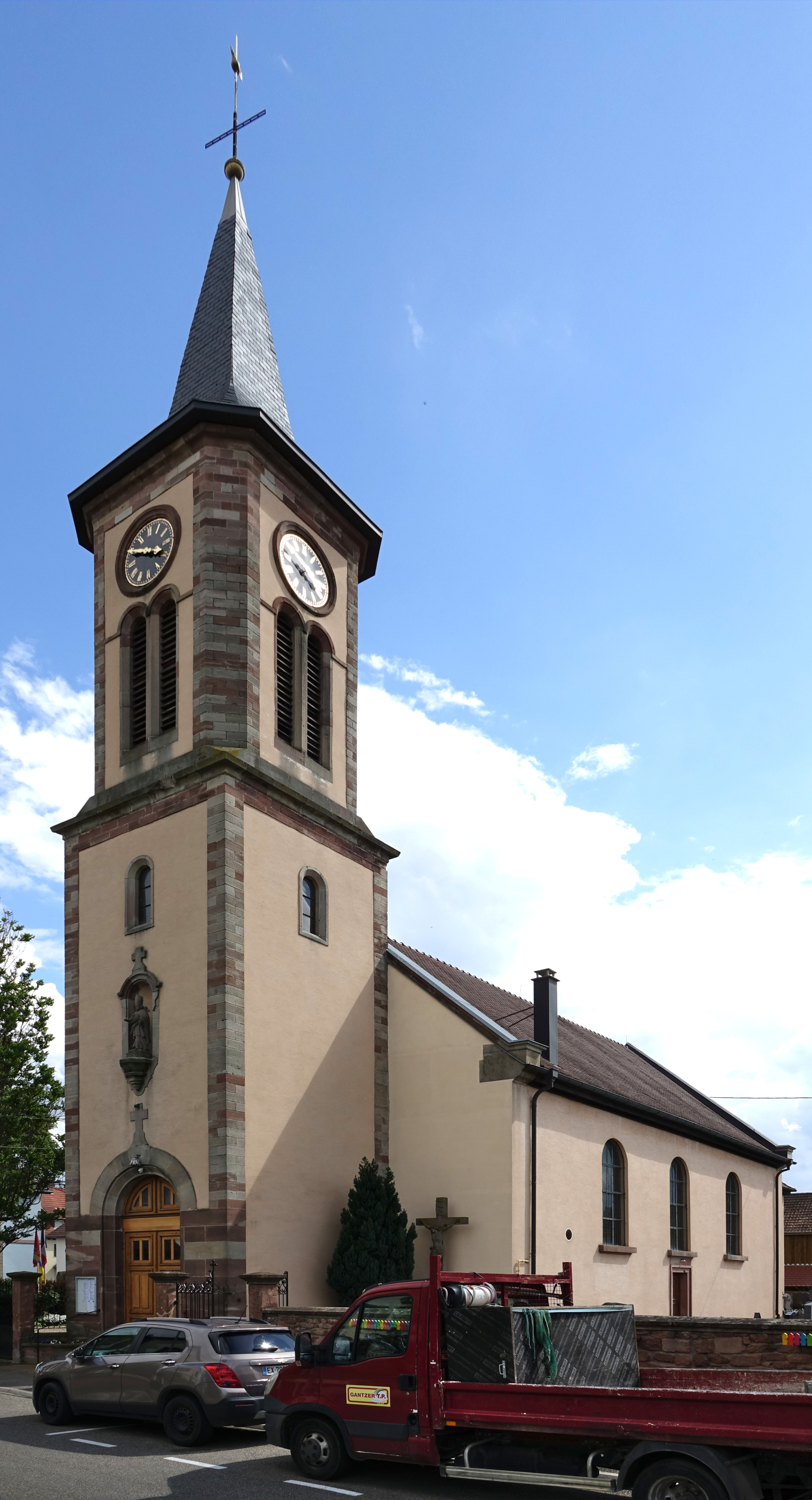
L'église Saint-Blaise.
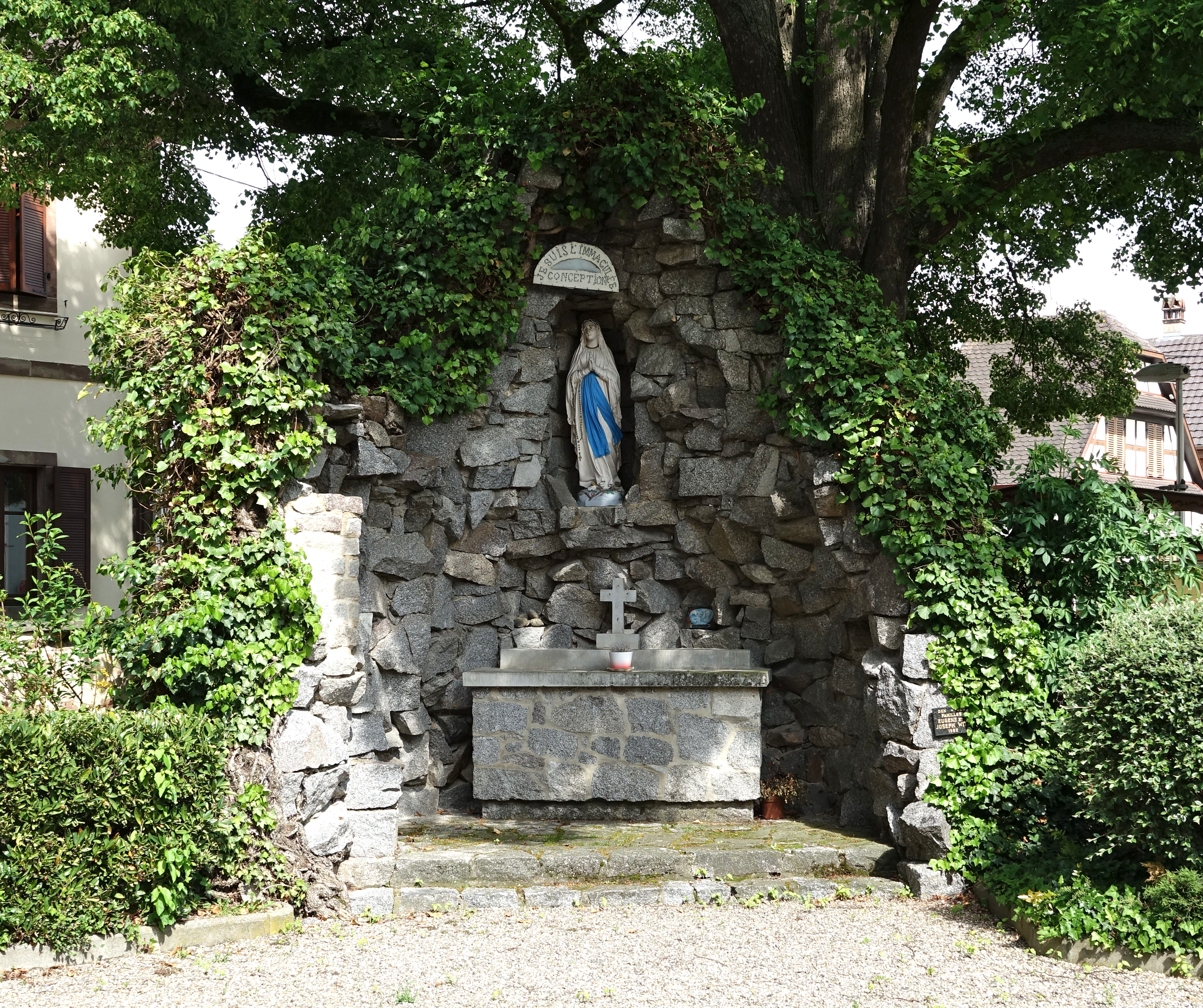
Le monument à Marie dans l'enceinte de l'église.
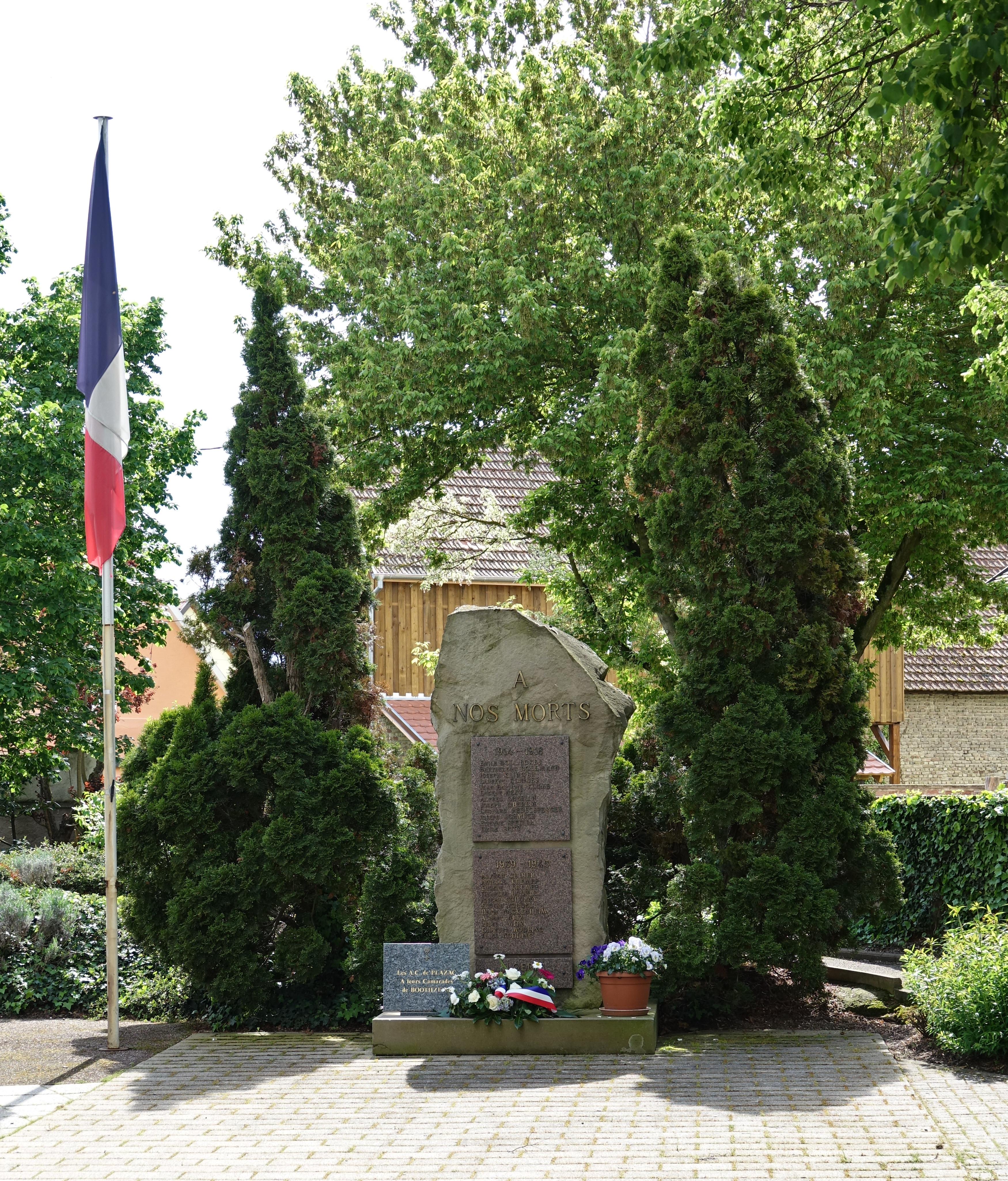
Le monument aux morts des Première et Seconde Guerres mondiales.
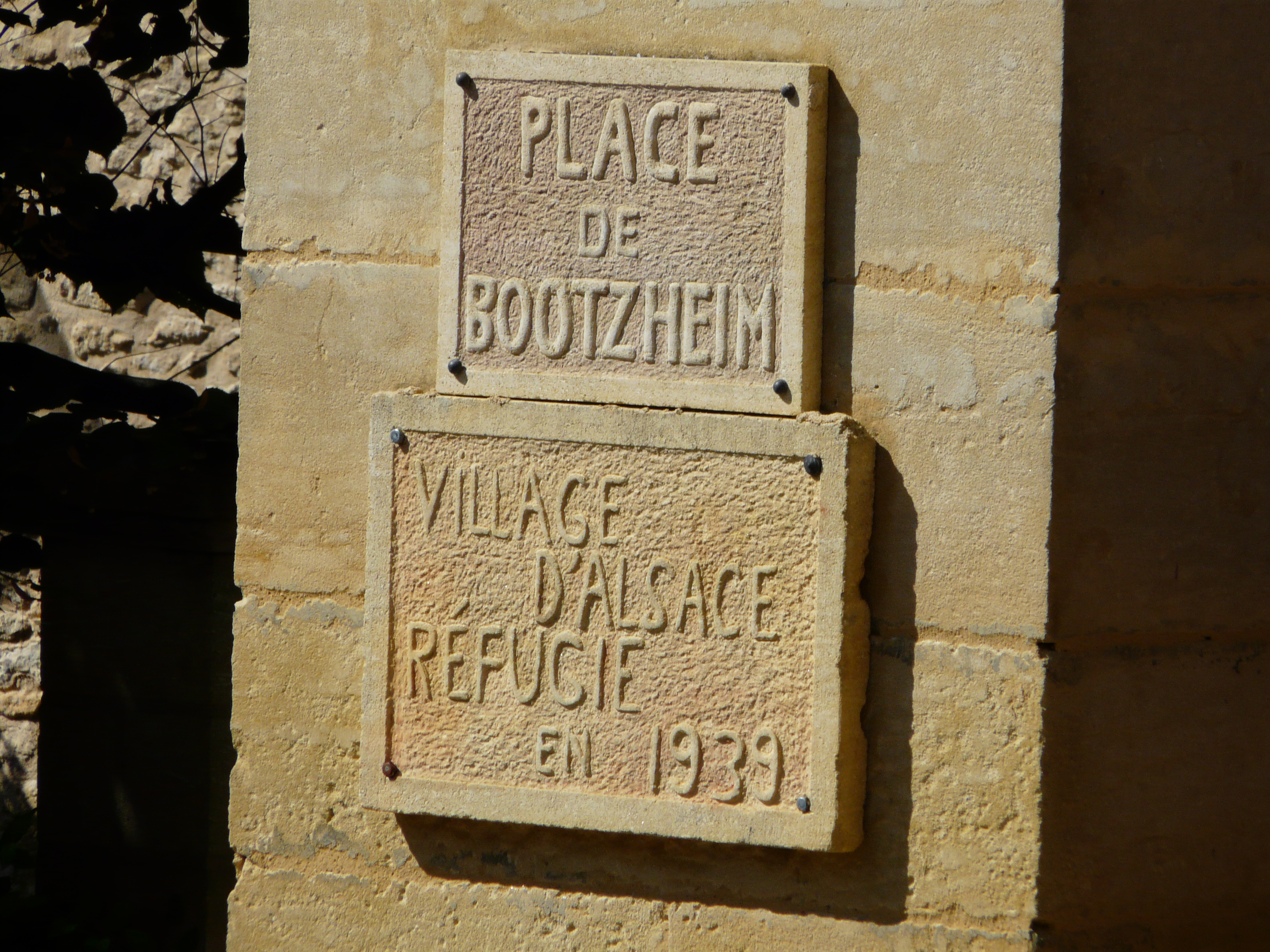
Plaque commémorative.

### Héraldique
| Blason de Bootzheim | Blason  | De sable à la croix d'or. |
| Blason de Bootzheim | Détails |                           |